# Новая музыка (альбом)
Новая музыка — четвёртый студийный альбом российской поп-рок группы Город 312. 
Презентация альбома состоялась в Москве, там же был показан видеоклип на песню «Помоги мне» — первый российский клип в 3D. На презентации присутствовали Сати Казанова и Виктория Дайнеко также в роли ведущих мероприятия выступила команда «Бригады У» из «Европы Плюс». На концерте было объявлено что в скором времени гитаристка Маша покинет коллектив в связи с беременностью, вместо нее будет новый участник — Александр. По возвращении Маши новый участник закрепился в составе как второй гитарист.
В процессе записи альбома в группе произошла смена состава — барабанщика Виктора Голованова, ушедшего в группу «Градусы», сменил Леонид Никонов (Ник).
На песни «Невидимка», «Не переплыть», «Весна 2 (Без вариантов)» и «Помоги мне» были сняты видеоклипы, при этом в первых двух группа была представлена в старом составе.

## Список композиций
| №   | Название                       | Длительность |
| --- | ------------------------------ | ------------ |
| 1.  | «Новая музыка»                 | 3:20         |
| 2.  | «Не переплыть»                 | 3:17         |
| 3.  | «Осень»                        | 3:31         |
| 4.  | «Помоги мне»                   | 3:43         |
| 5.  | «Доброе утро, страна»          | 3:12         |
| 6.  | «Нас миллионы»                 | 3:46         |
| 7.  | «Весна 2 (без вариантов)»      | 3:47         |
| 8.  | «Всё или ничего»               | 3:37         |
| 9.  | «После него»                   | 3:09         |
| 10. | «Тайна»                        | 3:25         |
| 11. | «Обернись» (при участии Баста) | 3:59         |
| 12. | «Невидимка»                    | 2:55         |
| 13. | «Ближний»                      | 3:20         |
| 14. | «Раш»                          | 2:55         |

| №   | Название                       | Длительность |
| --- | ------------------------------ | ------------ |
| 15. | «31 декабря»                   | 2:59         |
| 16. | «Не переплыть» (Relax Mix)     | 4:08         |
| 17. | «Эсимде» (Kirghiz Lullaby Mix) | 5:48         |
| 18. | «Эсимде» (Oriental Mix)        | 4:51         |

## Участники записи
Город 312
- Ая — вокал
- Дим — клавишные, бэк-вокал
- Леон — бас-гитара, бэк-вокал
- Маша — гитара
- Ник — барабаны

Приглашённые музыканты
- Виктор Голованов (Вик) — барабаны (1-10, 12-16)
- Егор Жирнов — гитара (1-10, 12-16)

## Рецензии
Нет, они вовсе не чураются экспериментов. Так, песня «После него» неожиданно оказывается классическим регги, а «Тайна» - данью уважения фолку с шаманским пляскам ... В большинстве песен немного напрягает вокал Светланы Назаренко (она же Ая) – зачастую одинаковый и какой-то плюшевый, будто поет она всегда с натянутой улыбкой на лице. В то же время такие треки, как, например, «Тайна», «Помоги мне», свидетельствуют о том, что и диапазон у ее голоса неплохой, и эмоциями она играть умеет. Назаренко отлично удаются сочные, мощные припевы и очень жаль, что их не так много, как хотелось бы. — NEWSmuz.com